# رود لین کاو
رود لین کاو رودی است به Parramatta River می‌ریزد. این رود از کشور استرالیا می‌گذرد.